# Spilosoma rufescens
Spilosoma rufescens là một loài bướm đêm thuộc phân họ Arctiinae, họ Erebidae.